# روبرت د. هيلز
روبرت د. هيلز (بالإنجليزية: Robert D. Hales)‏ هو قسيس أمريكي، ولد في 24 أغسطس 1932 في نيويورك في الولايات المتحدة، وتوفي في 1 أكتوبر 2017 في سولت ليك في الولايات المتحدة.

## وصلات خارجية
- روبرت د. هيلز على موقع ميوزك برينز (الإنجليزية)